# Ancerviller

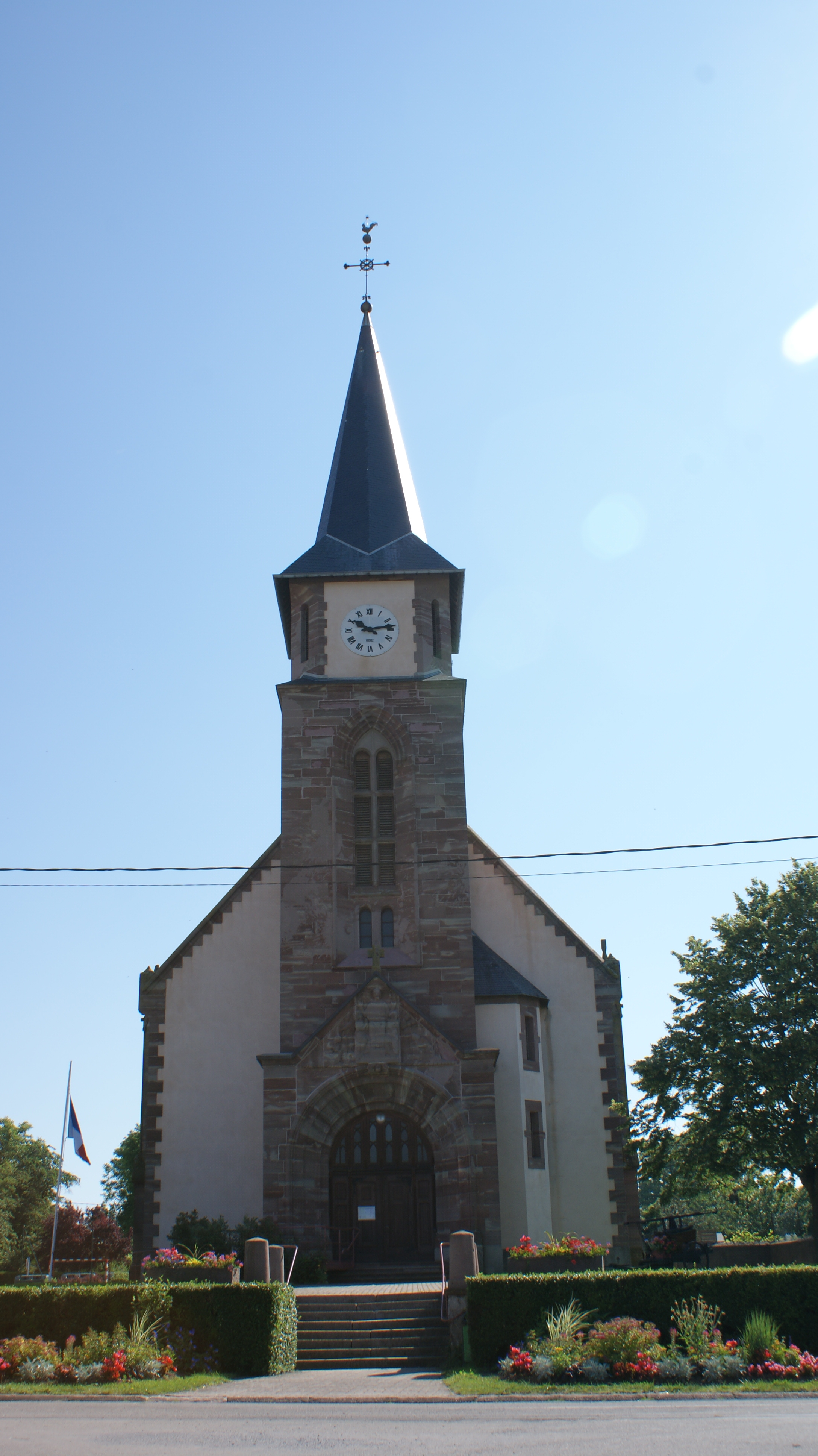
Kościół w Ancerviller (2010)

Ancerviller – miejscowość i gmina we Francji, w regionie Grand Est, w departamencie Meurthe i Mozela.
Według danych na rok 1990 gminę zamieszkiwało 220 osób, a gęstość zaludnienia wynosiła 18 osób/km² (wśród 2335 gmin Lotaryngii Ancerviller plasuje się na 825. miejscu pod względem liczby ludności, natomiast pod względem powierzchni na miejscu 468.).

## Populacja

Populacja Ancerviller w latach 1962–2008